# Major League Baseball 2016
La stagione 2016 della Major League Baseball si è aperta il 3 aprile 2016 con l'incontro tra St. Louis Cardinals e Pittsburgh Pirates. Al termine della stagione regolare sono stati registrati 73 159 044 spettatori, con una media di 30 131 spettatori per incontro.
La stagione è stata anticipata dallo Spring Training, che si è svolto in Arizona e in Florida tra il 28 febbraio e il 2 aprile.
I Chicago Cubs hanno vinto la stagione battendo i Cleveland Indians per 4-3 nelle World Series 2016. È il primo titolo per la squadra da 108 anni.

### All-Star Game

Logo del Major League Baseball All-Star Game 2016

## Stagione regolare

### American League
East Division
| Squadra           | Vittorie | Sconfitte | Perc. | GB |
| ----------------- | -------- | --------- | ----- | -- |
| Boston Red Sox    | 92       | 66        | .582  | —  |
| Baltimore Orioles | 89       | 73        | .549  | 5  |
| Toronto Blue Jays | 89       | 73        | .549  | 5  |
| New York Yankees  | 84       | 78        | .519  | 10 |
| Tampa Bay Rays    | 68       | 94        | .420  | 26 |

Central Division
| Squadra            | Vittorie | Sconfitte | Perc. | GB   |
| ------------------ | -------- | --------- | ----- | ---- |
| Cleveland Indians  | 94       | 67        | .584  | —    |
| Detroit Tigers     | 86       | 75        | .534  | 8    |
| Kansas City Royals | 81       | 81        | .500  | 13.5 |
| Chicago White Sox  | 78       | 84        | .481  | 16.5 |
| Minnesota Twins    | 59       | 103       | .364  | 35.5 |

West Division
| Squadra            | Vittorie | Sconfitte | Perc. | GB |
| ------------------ | -------- | --------- | ----- | -- |
| Texas Rangers      | 86       | 76        | .531  | —  |
| Seattle Mariners   | 86       | 76        | .531  | —  |
| Houston Astros     | 84       | 78        | .519  | 2  |
| Los Angeles Angels | 74       | 88        | .457  | 12 |
| Oakland Athletics  | 69       | 93        | .426  | 17 |

1. 1 2 3  Vincitore division
2. 1 2  Wildcard

### National League
East Division
| Squadra               | Vittorie | Sconfitte | Perc. | GB   |
| --------------------- | -------- | --------- | ----- | ---- |
| Washington Nationals  | 95       | 67        | .586  | —    |
| New York Mets         | 87       | 75        | .537  | 8    |
| Miami Marlins         | 79       | 82        | .491  | 15.5 |
| Philadelphia Phillies | 71       | 91        | .438  | 24   |
| Atlanta Braves        | 68       | 93        | .422  | 26.5 |

Central Division
| Squadra             | Vittorie | Sconfitte | Perc. | GB   |
| ------------------- | -------- | --------- | ----- | ---- |
| Chicago Cubs        | 103      | 58        | .640  | —    |
| St. Louis Cardinals | 86       | 76        | .531  | 17.5 |
| Pittsburgh Pirates  | 78       | 83        | .484  | 25   |
| Milwaukee Brewers   | 73       | 89        | .451  | 30.5 |
| Cincinnati Reds     | 68       | 94        | .420  | 35.5 |

West Division
| Squadra              | Vittorie | Sconfitte | Perc. | GB |
| -------------------- | -------- | --------- | ----- | -- |
| Los Angeles Dodgers  | 91       | 71        | .562  | —  |
| San Francisco Giants | 87       | 75        | .537  | 4  |
| Colorado Rockies     | 75       | 87        | .463  | 16 |
| Arizona Diamondbacks | 69       | 93        | .426  | 22 |
| San Diego Padres     | 68       | 94        | .420  | 23 |

1. 1 2 3  Vincitore division
2. 1 2  Wildcard

### Record Individuali

#### American League
Battitori
| Stat. | Giocatore         | Squadra            | Tot. |
| ----- | ----------------- | ------------------ | ---- |
| AVG   | José Altuve       | Houston Astros     | .338 |
| HR    | Mark Trumbo       | Baltimore Orioles  | 47   |
| RBI   | Edwin Encarnación | Toronto Blue Jays  | 127  |
| RBI   | David Ortiz       | Boston Red Sox     | 127  |
| R     | Mike Trout        | Los Angeles Angels | 121  |
| H     | José Altuve       | Houston Astros     | 216  |
| SB    | Rajai Davis       | Cleveland Indians  | 43   |

Lanciatori
| Stat. | Giocatore        | Squadra           | Tot.  |
| ----- | ---------------- | ----------------- | ----- |
| W     | Rick Porcello    | Boston Red Sox    | 22    |
| L     | Chris Arcer      | Tampa Bay Rays    | 19    |
| ERA   | Aarón Sánchez    | Toronto Blue Jays | 3.00  |
| K     | Justin Verlander | Detroit Tigers    | 254   |
| IP    | David Price      | Boston Red Sox    | 230.0 |
| SV    | Zach Britton     | Baltimore Orioles | 47    |

#### National League
Battitori
| Stat. | Giocatore       | Squadra              | Tot. |
| ----- | --------------- | -------------------- | ---- |
| AVG   | DJ LeMahieu     | Colorado Rockies     | .348 |
| HR    | Chris Carter    | Milwaukee Brewers    | 41   |
| HR    | Nolan Arenado   | Colorado Rockies     | 41   |
| RBI   | Nolan Arenado   | Colorado Rockies     | 133  |
| R     | Kris Bryant     | Chicago Cubs         | 121  |
| H     | Jean Segura     | Arizona Diamondbacks | 203  |
| SB    | Jonathan Villar | Milwaukee Brewers    | 62   |

Lanciatori
| Stat. | Giocatore      | Squadra              | Tot.  |
| ----- | -------------- | -------------------- | ----- |
| W     | Max Scherzer   | Washington Nationals | 20    |
| L     | Jimmy Nelson   | Milwaukee Brewers    | 16    |
| ERA   | Kyle Hendricks | Chicago Cubs         | 2.13  |
| K     | Max Scherzer   | Washington Nationals | 284   |
| IP    | Max Scherzer   | Washington Nationals | 228.1 |
| SV    | Jeurys Familia | New York Mets        | 51    |

## Post season

### Tabellone
|  | Division Series | Division Series      | Division Series     |              |                      | League Championship Series | League Championship Series | League Championship Series |  |  | World Series | World Series      | World Series |
|  |                 |                      |                     |              |                      |                            |                            |                            |  |  |              |                   |              |
|  | 1               | Texas Rangers        | 0                   |              |                      |                            |                            |                            |  |  |              |                   |              |
|  | 4               | Toronto Blue Jays    | 3                   |              |                      |                            |                            |                            |  |  |              |                   |              |
|  | 4               | Toronto Blue Jays    | 3                   |              | 4                    | Toronto Blue Jays          | 1                          |                            |  |  |              |                   |              |
|  | American League |                      |                     |              | 4                    | Toronto Blue Jays          | 1                          |                            |  |  |              |                   |              |
|  |                 | 2                    | Cleveland Indians   | 4            |                      |                            |                            |                            |  |  |              |                   |              |
|  | 2               | 2                    | Cleveland Indians   | 4            | Cleveland Indians    | 3                          |                            |                            |  |  |              |                   |              |
|  | 2               |                      |                     |              | Cleveland Indians    | 3                          |                            |                            |  |  |              |                   |              |
|  | 3               | Boston Red Sox       | 0                   |              |                      |                            |                            |                            |  |  |              |                   |              |
|  |                 |                      |                     |              |                      |                            |                            |                            |  |  | AL2          | Cleveland Indians | 3            |
|  |                 |                      | NL1                 | Chicago Cubs | 4                    |                            |                            |                            |  |  |              |                   |              |
|  | 1               | Chicago Cubs         | 3                   |              |                      |                            |                            |                            |  |  |              |                   |              |
|  | 5               | San Francisco Giants | 1                   |              |                      |                            |                            |                            |  |  |              |                   |              |
|  | 5               | San Francisco Giants | 1                   |              | 1                    | Chicago Cubs               | 4                          |                            |  |  |              |                   |              |
|  | National League |                      |                     |              | 1                    | Chicago Cubs               | 4                          |                            |  |  |              |                   |              |
|  |                 | 3                    | Los Angeles Dodgers | 2            |                      |                            |                            |                            |  |  |              |                   |              |
|  | 2               | 3                    | Los Angeles Dodgers | 2            | Washington Nationals | 2                          |                            |                            |  |  |              |                   |              |
|  | 2               |                      |                     |              | Washington Nationals | 2                          |                            |                            |  |  |              |                   |              |
|  | 3               | Los Angeles Dodgers  | 3                   |              |                      |                            |                            |                            |  |  |              |                   |              |

### Wild Card Game
American League
National League

### Division Series
American League
| Data                                      | Squadra di casa   | Squadra ospite    | Ris. |
| ----------------------------------------- | ----------------- | ----------------- | ---- |
| 6 ottobre                                 | Texas Rangers     | Toronto Blue Jays | 1-10 |
| 7 ottobre                                 | Texas Rangers     | Toronto Blue Jays | 3-5  |
| 9 ottobre                                 | Toronto Blue Jays | Texas Rangers     | 7-6  |
| Toronto Blue Jays (3) - Texas Rangers (0) |                   |                   |      |

| Data                                       | Squadra di casa   | Squadra ospite    | Ris. |
| ------------------------------------------ | ----------------- | ----------------- | ---- |
| 6 ottobre                                  | Cleveland Indians | Boston Red Sox    | 5-4  |
| 7 ottobre                                  | Cleveland Indians | Boston Red Sox    | 6-0  |
| 10 ottobre                                 | Boston Red Sox    | Cleveland Indians | 3-4  |
| Cleveland Indians (3) - Boston Red Sox (0) |                   |                   |      |

National League
| Data                                        | Squadra di casa      | Squadra ospite       | Ris. |
| ------------------------------------------- | -------------------- | -------------------- | ---- |
| 7 ottobre                                   | Chicago Cubs         | San Francisco Giants | 1-0  |
| 8 ottobre                                   | Chicago Cubs         | San Francisco Giants | 5-2  |
| 10 ottobre                                  | San Francisco Giants | Chicago Cubs         | 6-5  |
| 11 ottobre                                  | San Francisco Giants | Chicago Cubs         | 5-6  |
| Chicago Cubs (3) - San Francisco Giants (1) |                      |                      |      |

| Data                                               | Squadra di casa      | Squadra ospite       | Ris. |
| -------------------------------------------------- | -------------------- | -------------------- | ---- |
| 7 ottobre                                          | Washington Nationals | Los Angeles Dodgers  | 3-4  |
| 9 ottobre                                          | Washington Nationals | Los Angeles Dodgers  | 5-2  |
| 10 ottobre                                         | Los Angeles Dodgers  | Washington Nationals | 3-8  |
| 11 ottobre                                         | Los Angeles Dodgers  | Washington Nationals | 6-5  |
| 13 ottobre                                         | Washington Nationals | Los Angeles Dodgers  | 3-4  |
| Los Angeles Dodgers (3) - Washington Nationals (2) |                      |                      |      |

* Se necessaria

### League Championship Series
American League
| Data                                          | Squadra di casa   | Squadra ospite    | Ris. |
| --------------------------------------------- | ----------------- | ----------------- | ---- |
| 14 ottobre                                    | Cleveland Indians | Toronto Blue Jays | 2-0  |
| 15 ottobre                                    | Cleveland Indians | Toronto Blue Jays | 2-1  |
| 17 ottobre                                    | Toronto Blue Jays | Cleveland Indians | 2-4  |
| 18 ottobre                                    | Toronto Blue Jays | Cleveland Indians | 5-1  |
| 19 ottobre                                    | Toronto Blue Jays | Cleveland Indians | 0-3  |
| Cleveland Indians (4) - Toronto Blue Jays (1) |                   |                   |      |

National League
| Data                                       | Squadra di casa     | Squadra ospite      | Ris. |
| ------------------------------------------ | ------------------- | ------------------- | ---- |
| 15 ottobre                                 | Chicago Cubs        | Los Angeles Dodgers | 8-4  |
| 16 ottobre                                 | Chicago Cubs        | Los Angeles Dodgers | 0-1  |
| 18 ottobre                                 | Los Angeles Dodgers | Chicago Cubs        | 6-0  |
| 19 ottobre                                 | Los Angeles Dodgers | Chicago Cubs        | 2-10 |
| 20 ottobre                                 | Los Angeles Dodgers | Chicago Cubs        | 4-8  |
| 22 ottobre                                 | Chicago Cubs        | Los Angeles Dodgers | 5-0  |
| Chicago Cubs (4) - Los Angeles Dodgers (2) |                     |                     |      |

### World Series

Logo delle World Series 2016

| Data                                     | Squadra di casa   | Squadra ospite    | Risultato |
| ---------------------------------------- | ----------------- | ----------------- | --------- |
| 25 ottobre                               | Cleveland Indians | Chicago Cubs      | 6-0       |
| 26 ottobre                               | Cleveland Indians | Chicago Cubs      | 1-5       |
| 28 ottobre                               | Chicago Cubs      | Cleveland Indians | 0-1       |
| 29 ottobre                               | Chicago Cubs      | Cleveland Indians | 2-7       |
| 30 ottobre                               | Chicago Cubs      | Cleveland Indians | 3-2       |
| 1º novembre                              | Cleveland Indians | Chicago Cubs      | 3-9       |
| 2 novembre                               | Cleveland Indians | Chicago Cubs      | 7-8       |
| Chicago Cubs (4) - Cleveland Indians (3) |                   |                   |           |

## Premi
Hank Aaron Award
|    | Giocatore   | Squadra        |
| -- | ----------- | -------------- |
| AL | David Ortiz | Boston Red Sox |
| NL | Kris Bryant | Chicago Cubs   |

Miglior giocatore della stagione
|    | Giocatore   | Squadra                       |
| -- | ----------- | ----------------------------- |
| AL | Mike Trout  | Los Angeles Angels of Anaheim |
| NL | Kris Bryant | Chicago Cubs                  |

Rookie dell'anno
|    | Giocatore      | Squadra             |
| -- | -------------- | ------------------- |
| AL | Michael Fulmer | Detroit Tigers      |
| NL | Corey Seager   | Los Angeles Dodgers |

Cy Young Award
|    | Giocatore     | Squadra              |
| -- | ------------- | -------------------- |
| AL | Rick Porcello | Boston Red Sox       |
| NL | Max Scherzer  | Washington Nationals |

Miglior giocatore delle World Series
| Giocatore   | Squadra      |
| ----------- | ------------ |
| Ben Zobrist | Chicago Cubs |

## Ritiri
- David Ortiz ha annunciato, il 18 novembre 2015, di ritirarsi al termine della stagione 2016.[31]
- Skip Schumaker ha annunciato il proprio ritiro il 9 marzo.[32]
- Willie Bloomquist ha annunciato il proprio ritiro l'11 marzo.[33]
- Adam LaRoche ha annunciato il proprio ritiro il 15 marzo.[34]
- Brad Pennyha annunciato il proprio ritiro il 18 marzo.[35]
- Rafael Soriano ha annunciato il proprio ritiro il 20 marzo.[36]
- Chone Figgins ha annunciato il proprio ritiro il 21 marzo.[37]
- Philip Humber ha annunciato il proprio ritiro il 29 marzo.[38]
- David Murphy ha annunciato il proprio ritiro il 25 aprile.[39]
- Grant Balfour ha annunciato il proprio ritiro il 29 aprile.[40]
- Phillippe Aumont ha annunciato il proprio ritiro il 7 luglio.[41]
- Mark Teixeira ha annunciato, il 5 agosto, di volersi ritirare al termine della stagione.[42]
- Alex Rodriguez ha annunciato il proprio ritiro il 7, giocando fino al 12 agosto.[43]
- Prince Fielder ha annunciato il proprio ritiro il 10 agosto.[44]
- Matt Thornton ha annunciato il proprio ritiro l'8 novembre.[45]

### Numeri ritirati
- Il 26 maggio i Boston Red Sox hanno ritirato il numero 26 di Wade Boggs.[46]
- Il numero 14 di Pete Rose è stato ritirato dai Cincinnati Reds il 26 giugno, come parte della Reds' Hall of Fame Ceremony.[47]
- Il numero 31 di Mike Piazza è stato ritirato il 30 luglio dai New York Mets.[48]
- Ken Griffey Jr. ha avuto una cerimonia formale per il ritiro del numero 24 da parte dei Seattle Mariners durante il pre-partita del 6 agosto, nonostante il numero fosse ufficialmente stato ritirato all'inizio della stagione. Il numero di Griffey è stato ritirato anche da tutte le squadre affiliate ai Mariners che partecipano alle leghe minori.[49]
- I Miami Marlins hanno deciso di ritirare il numero 16 di José Fernández subito dopo l'incidente del 25 settembre, in cui il giocatore ha perso la vita.[50]